# Баринас (штат)
Баринас (ісп. Barinas) — один з 23 штатів Венесуели.
Адміністративний центр штату — місто Баринас.
Площа штату 35 200 км², населення — 816 264 осіб (2011).

## Муніципалітети штату
| Муніципалітет              | Адміністративний центр |
| -------------------------- | ---------------------- |
| Альберто-Арвела-Торреальба | Сабанета               |
| Андрес-Елой-Бланко         | Ель-Кантон             |
| Антоніо-Хосе-де-Сукре      | Сокор                  |
| Арисменді                  | Арисменді              |
| Баринас                    | Баринас                |
| Болівар                    | Баринітас              |
| Крус-Паредес               | Барранкас              |
| Есекіель-Самора            | Санта-Барбара          |
| Обіспос                    | Обіспос                |
| Педраса                    | Сьюдад-Болівія         |
| Рохас                      | Лібертад               |
| Соса                       | Сьюдад-де-Нутріас      |